# Puylausic
Puylausic is een gemeente in het Franse departement Gers (regio Occitanie) en telt 199 inwoners (2004). De plaats maakt deel uit van het arrondissement Auch.

## Geografie
De oppervlakte van Puylausic bedraagt 10,0 km², de bevolkingsdichtheid is 19,9 inwoners per km².

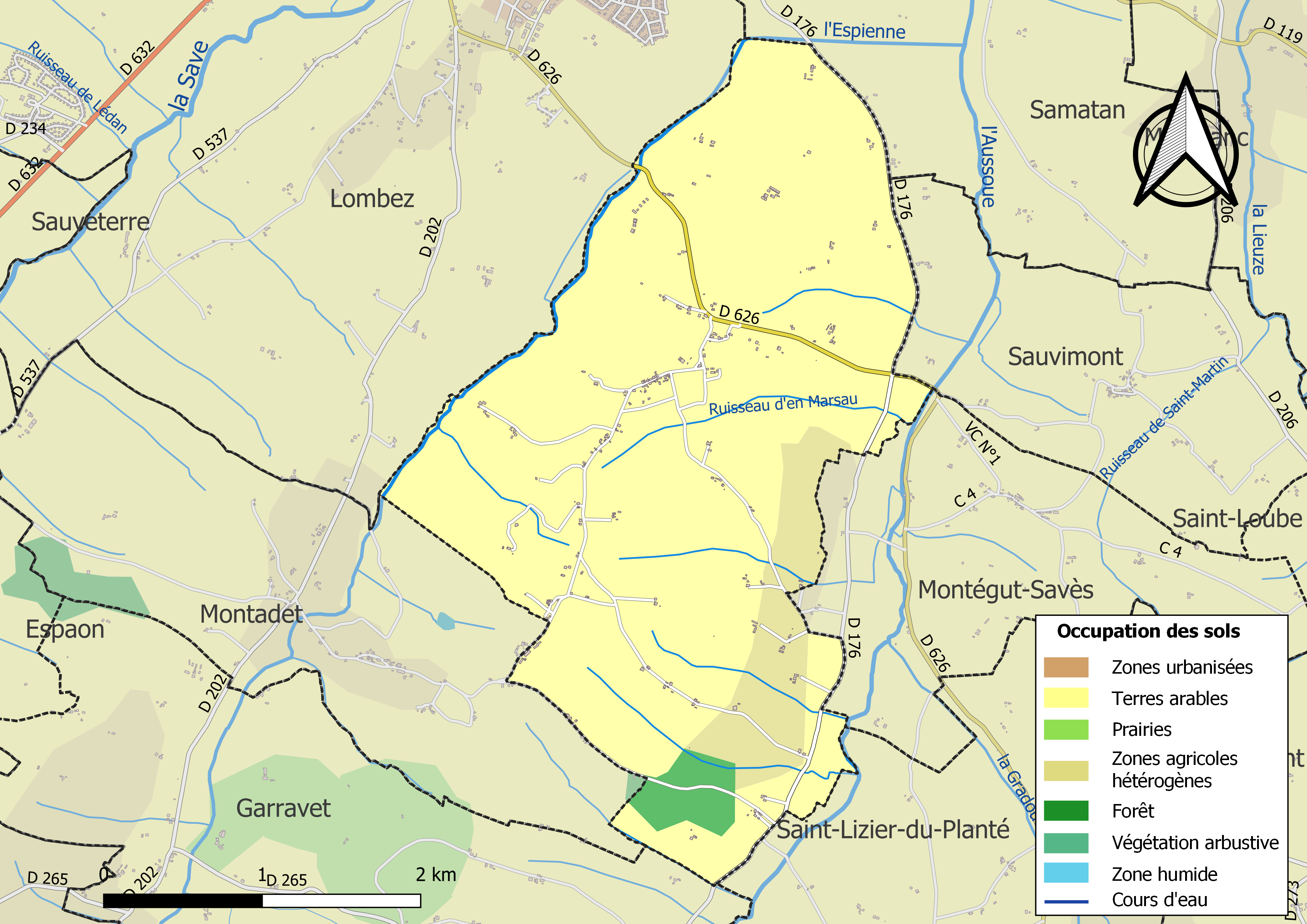
Kaart van de gemeente met belangrijkste infrastructuur, bodemgebruik en omliggende gemeenten

## Demografie
Onderstaande figuur toont het verloop van het inwonertal (bron: INSEE-tellingen).